# Réaction de Peterson
La réaction de Peterson, ou oléfination de Peterson, est une réaction d'oléfination entre un carbanion α-silyle (1) et une cétone ou un aldéhyde pour former un β-hydroxysilane (2) qui donne un alcène (3) par élimination :
Il s'agit d'une réaction importante en synthèse organique car elle permet la formation diastéréosélective d'alcènes cis ou trans à partir d'un intermédiaire β-hydroxysilanes ; le traitement acide (ci-dessous en haut) ou basique (en bas) de ce dernier donne en effet des alcènes de stéréochimie opposée :
Dans la mesure où deux stéréoisomères différents peuvent se former lors de la première étape pouvant chacun être traités de deux manières différentes, il existe quatre voies de réaction possibles :
Lorsque le carbanion α-silyle ne porte que des substituants alkyle, hydrogène ou donneurs d'électrons, il est possible de contrôler l'orientation stéréochimique du produit de la réaction car cette dernière se déroule lentement à basse température, ce qui permet d'isoler le β-hydroxysilane intermédiaire et de le traiter de manière appropriée avec un acide ou une base pour obtenir le produit souhaité :
Lorsque le carbanion α-silyle porte des substituants accepteurs d'électrons, la réaction de Peterson forme directement un alcène, de sorte que l'intermédiaire β-hydroxysilane ne peut être isolé.